# Сен-Поршер
Сен-Порше́р (фр. Saint-Porchaire) — коммуна во Франции, находится в регионе Пуату — Шаранта. Департамент коммуны — Приморская Шаранта. Входит в состав кантона Сен-Поршер. Округ коммуны — Сент.
Код INSEE коммуны — 17387.

## Население
Население коммуны на 2010 год составляло 1644 человека.
| 1962 | 1968 | 1975 | 1982 | 1990 | 1999 | 2010 |
| ---- | ---- | ---- | ---- | ---- | ---- | ---- |
| 1022 | 1087 | 1120 | 1221 | 1289 | 1335 | 1644 |

## Галерея

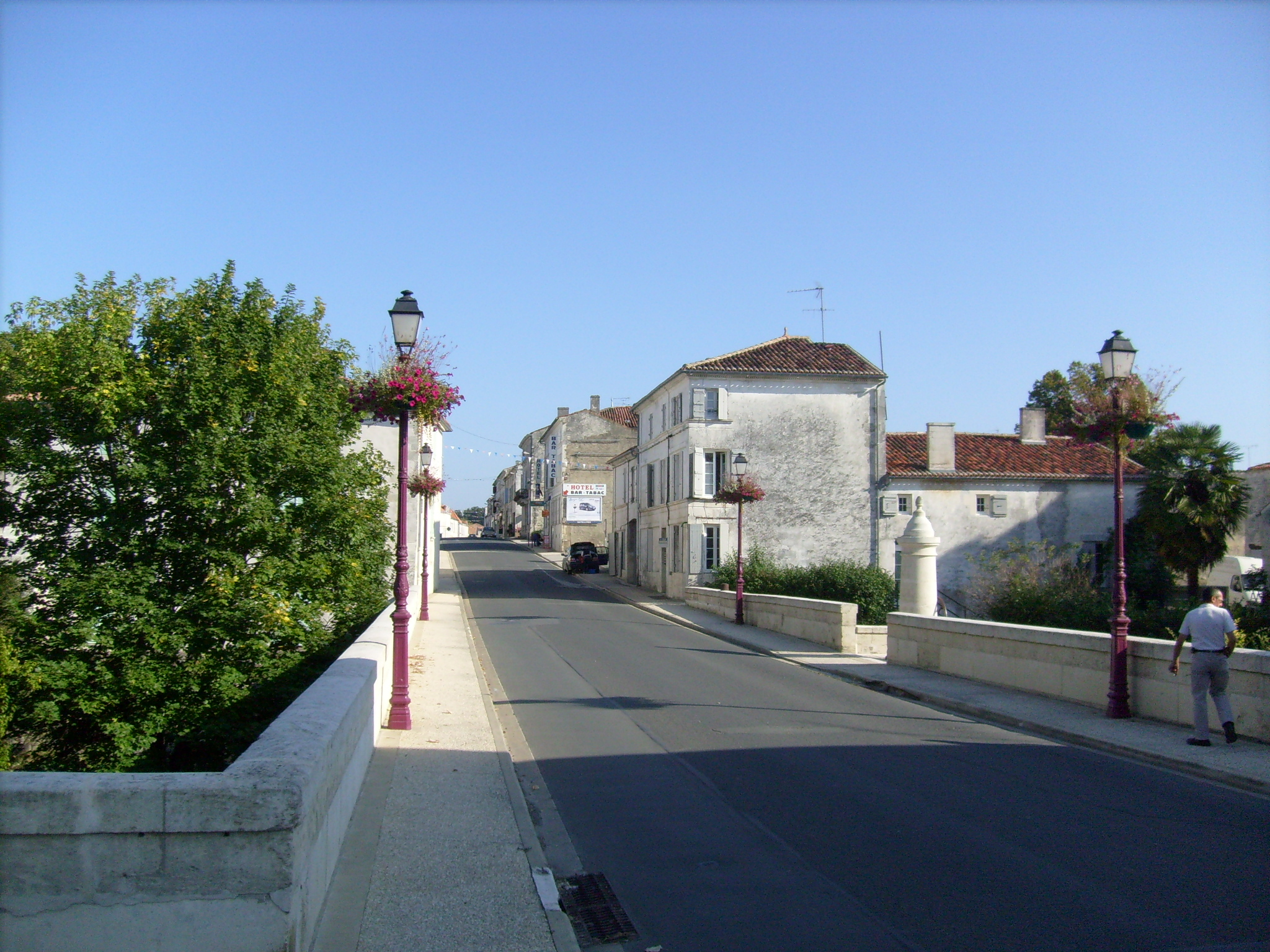
Национальная улица (восточная сторона)
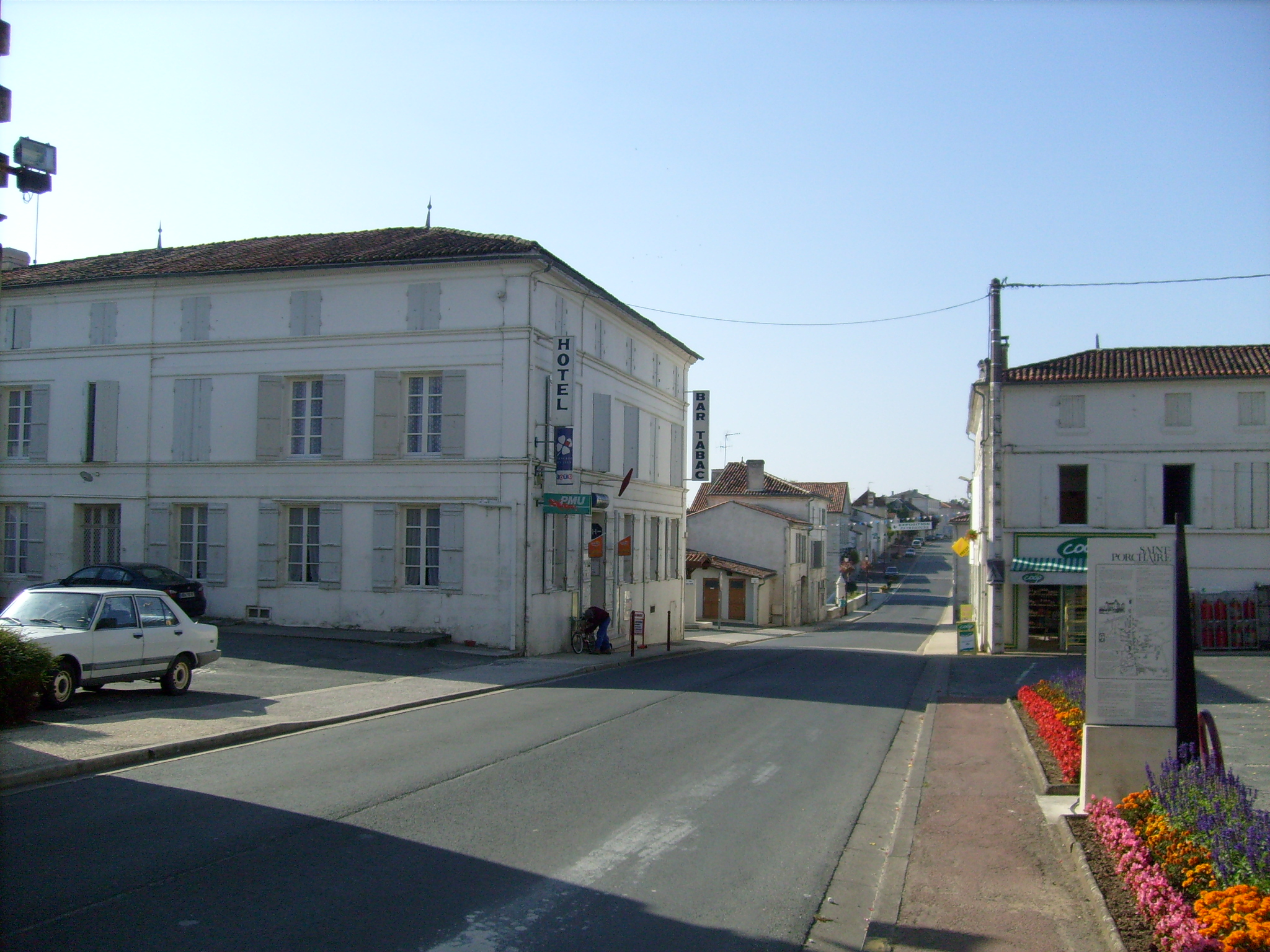
Национальная улица (западная сторона)